# Narewka (gmina)
Narewka est une gmina rurale du powiat de Hajnówka, Podlachie, dans le nord-est de la Pologne, à la frontière avec la Biélorussie. Son siège est le village de Narewka, qui se situe environ 18 km au nord-est de Hajnówka et 51 km au sud-est de la capitale régionale Białystok.
La gmina couvre une superficie de 339,48 km2 pour une population de 4 019 habitants.

## Géographie
La gmina inclut les villages de Babia Góra, Baczyńscy, Bazylowe, Bernacki Most, Bielscy, Bokowe, Borowe, Chomińszczyzna, Cieremki, Dąbrowa, Eliaszuki, Gnilec, Grodzisk, Gruszki, Guszczewina, Janowo, Kapitańszczyzna, Kasjany, Kordon, Kruhlik, Krynica, Łańczyno, Leśna, Łozowe, Ludwinowo, Łuka, Maruszka, Michnówka, Mikłaszewo, Minkówka, Mostki, Narewka, Nowe Lewkowo, Nowe Masiewo, Nowiny, Ochrymy, Olchówka, Osowe, Pasieki, Planta, Podlewkowie, Połymie, Porosłe, Pręty, Siemianówka, Siemieniakowszczyzna, Skupowo, Słobódka, Smolnica, Stare Lewkowo, Stare Masiewo, Stary Dwór, Stoczek, Suszczy Borek, Świnoroje, Zabłotczyzna, Zabrody et Zamosze.
La gmina borde les gminy de Białowieża, Hajnówka, Michałowo et Narew. Elle est également frontalière de la Biélorussie.